# Braibant
Braibant (valonă Braibant) este o localitate din comuna Ciney, în Valonia, Belgia. Până în 1977, Braibant era o comună separată, după această dată fiind înglobată în comuna Chiney, teritoriul fiind organizat ca o secțiune a acestei comune. De aceasta mai depind și localitățile Halloy, Mont și Stée. 

## Cultură
Satul este renumit în toată Valonia pentru tradițiile de Crăciun. La Braibant se întocmește de fiecare seară de Crăciun o „iesle” în biserică. Animalele sunt adevărate, și, după terminarea Viflaimului, rămân și ele până după sfârșitul liturghiei de la miezul nopții.